# Когоз (Нью-Йорк)
Когоз (англ. Cohoes) — місто (англ. city) в США, в окрузі Олбані штату Нью-Йорк. Населення — 18 147 осіб (2020).

## Географія
Когоз розташований за координатами 42°46′22″ пн. ш. 73°42′28″ зх. д. / 42.77278° пн. ш. 73.70778° зх. д. (42.772867, -73.707759).  За даними Бюро перепису населення США в 2010 році місто мало площу 10,97 км², з яких 9,77 км² — суходіл та 1,20 км² — водойми.

## Демографія
Згідно з переписом 2010 року, у місті мешкало 16 168 осіб у 7467 домогосподарствах у складі 3872 родин. Густота населення становила 1474 особи/км².  Було 8394 помешкання (765/км²).
Расовий склад населення:
| - 90,2 % — білих - 4,7 % — чорних або афроамериканців - 0,9 % — азіатів - 0,2 % — корінних американців - 1,0 % — осіб інших рас |

До двох чи більше рас належало 3,0 %. Частка іспаномовних становила 3,7 % від усіх жителів.
За віковим діапазоном населення розподілялося таким чином: 20,0 % — особи молодші 18 років, 64,8 % — особи у віці 18—64 років, 15,2 % — особи у віці 65 років та старші. Медіана віку мешканця становила 39,5 року. На 100 осіб жіночої статі у місті припадало 89,7 чоловіків;  на 100 жінок у віці від 18 років та старших — 86,4 чоловіків також старших 18 років.
Середній дохід на одне домашнє господарство  становив 54 322 долари США (медіана — 46 226), а середній дохід на одну сім'ю — 68 295 доларів (медіана — 57 595). Медіана доходів становила 43 207 доларів для чоловіків та 40 251 долар для жінок. За межею бідності перебувало 17,4 % осіб, у тому числі 30,6 % дітей у віці до 18 років та 11,9 % осіб у віці 65 років та старших.
Цивільне працевлаштоване населення становило 7967 осіб. Основні галузі зайнятості: освіта, охорона здоров'я та соціальна допомога — 21,5 %, роздрібна торгівля — 14,0 %, публічна адміністрація — 13,5 %.